# Krähsiefen
Die Ortschaft Krähsiefen ist ein Ortsteil der Gemeinde Lindlar, Oberbergischen Kreis im Regierungsbezirk Köln in Nordrhein-Westfalen (Deutschland).

## Lage und Beschreibung
Krähsiefen liegt im Südwesten von Lindlar in einem Seitental des in die Sülz mündenden Lennefer Bachs an der Grenze zum Stadtgebiet von Overath. Nachbarorte sind die Overather Ortsteile Klingerath, Halfenslennefe, Kartenlennefe, Lenneferberg und Herrenhöhe.
Politisch wird der Ort durch den Direktkandidaten des Wahlbezirks 160 Hohkeppel im Rat der Gemeinde Lindlar vertreten.

## Geschichte
Die Hofstelle wurde vermutlich noch in der Frühzeit der Besiedlung Lindlars um 956 besiedelt. Urkundlich wurde sie im frühen Mittelalter als Kreysoeffenn bezeichnet.
1550 wird die Ortschaft in der „Hofesrolle des Kölner St. Severinstiftes“ erstmals urkundlich mit dem Namen „Kreysieffen“ genannt.
Aufgrund § 10 und § 14 des Köln-Gesetzes wurde 1975 die Gemeinde Hohkeppel aufgelöst und umfangreiche Teile in Lindlar eingemeindet. Darunter auch Krähsiefen.

## Busverbindungen
Über die in Halfenslennefe und Lennefermühle gelegenen Bushaltestellen der Linien 398 und 421 (VRS/OVAG) ist eine Anbindung an den öffentlichen Personennahverkehr gegeben.

## Wanderwege
Der vom SGV ausgeschilderten Wanderweg A2 führt in einer Entfernung von 180 m um den Ort herum.